# Макнили, Клифтон
Клифтон Макнили (англ. Clifton McNeely; 22 июня 1919 года, Гринвуд, штат Техас — 26 декабря 2003 года, Ирвинг, штат Техас) — американский баскетболист и тренер.

## Карьера игрока
Во время Второй мировой войны служил в ВВС США. Учился в Уэслианском университете Техаса, в 1947 году был выбран на драфте НБА под 1-м номером командой «Питтсбург Айронмен», однако не провёл за неё ни одного матча, так как вскоре после этого команда прекратила своё существование. Никогда не играл на профессиональном уровне ни в одной из лиг США.

## Карьера тренера
Сразу после завершения студенческой карьеры устроился на должность главного тренера школьной команды города Пампа (штат Техас), где проработал в течение тринадцати лет (1947—1960), с которой выиграл четыре чемпионата штата. В сезоне 1993/1994 годов занимал должность ассистента главного тренера в студенческой команде «Хьюстон Кугэрз», входя в тренерский штаб Элвина Брукса. Позднее Клифтон Макнили был введён в школьный баскетбольный Зал славы Техаса.